# Valeri Kalachikhin
Valeri Alekseyevich Kalachikhin  (russe : Валерий Алексеевич Калачихин), né le 20 mai 1939 dans le kraï de Krasnodar et mort le 27 novembre 2014 à Rostov-sur-le-Don, est un joueur de volley-ball soviétique.
Il fait partie de la sélection nationale soviétique de 1963 à 1964. Il est sacré champion olympique aux Jeux d'été de 1964 à Tokyo et médaillé de bronze au Championnat d'Europe de volley-ball masculin 1963 à Bucarest.
En club, il évolue au VS Rostov, au Burevestnik Rostov et au SKA Rostov.
Après avoir pris sa retraite sportive en 1969, il devient entraîneur. Il a ainsi entraîné le SKA Rostov-sur-le-Don ainsi que les sélections nationales du Viêt Nam et de Madagascar.

## Palmarès
- Jeux olympiques (1)
  - Vainqueur :  1964

- Championnat d'Europe
  - Troisième : 1963